# Абубакари, Накибу
Накибу Абубакари (ком. Nakibou Aboubakari; род. 10 марта 1993[…], Сен-Дени) — коморский футболист, полузащитник французского клуба «Лангё» и сборной Комор.

## Клубная карьера
Накибу Абубакари родился во французском городе Сен-Дени. Он начинал свою футбольную карьеру в «Генгаме», выступая за его резервную команду и проведя лишь одну игру за первую в Лиге 2. В 2013 году он подписал контракт с клубом кипрского второго дивизиона «Олимпиакос Никосия», рассчитанный на сезон 2013/2014.
17 октября 2014 года Абубакари перешёл во французский «Стад Брьошен».
После трёх сезонов в «Стад Брьошен» коморец решил вернуться в «Генгам», заключив соглашение на выступление за его резервную командой в Насьональ 3, но с надеждой попасть в основную команду. Подобная возможность не представилась, и в июне 2018 года он вернулся в «Стад Брьошен».
Перед началом сезона 2021/2022 Абубакари перешёл в «Сет». 10 января 2022 года он подписал контракт с клубом «Флёри 91», выступавшем тогда в Насьональ 2.

## Карьера в сборной
11 ноября 2011 года Накибу Абубакари дебютировал за сборную Комор, выйдя на поле в концовке домашнего матча с командой Мозамбика, проходившем в рамках отборочного турнира Чемпионата мира 2014. 
Абубакари был включён в состав сборной Комор на Кубок африканских наций 2021 года, но на поле ни в одном из четырёх матчей своей команды на этом турнире не вышел.